# 1989 na arte

## Eventos
- 18 de março - Inaugurado o Memorial da América Latina, em São Paulo
- Fundação do Vitra Design Museum em Weil am Rhein, Alemanha.
- Conclusão da Pirâmide do Louvre em Paris, França.

## Nascimentos
| Data | Nome | Profissão | Nacionalidade | Observações | Ref |
| ---- | ---- | --------- | ------------- | ----------- | --- |

## Mortes
| Data          | Nome                | Profissão                        | Nacionalidade  | Observações | Ref |
| ------------- | ------------------- | -------------------------------- | -------------- | ----------- | --- |
| 15 de Janeiro | Ernâni Vasconcelos  | arquiteto, pintor e muralista    | Brasil         | n. 1912     |     |
| 23 de Janeiro | Salvador Dali       | pintor                           | Espanha        | n. 1904     |     |
| 9 de Março    | Robert Mapplethorpe | fotógrafo                        | Estados Unidos | n. 1946     |     |
| 7 de Junho    | Nara Leão           | cantora                          | Brasil         | n. 1942     |     |
| 7 de Junho    | Paulo Leminski      | poeta                            | Brasil         | n. 1944     |     |
| 2 de Agosto   | Luiz Gonzaga        | cantor                           | Brasil         | n. 1912     |     |
| 21 de Agosto  | Raul Seixas         | cantor                           | Brasil         | n. 1945     |     |
| 25 de Agosto  | Alfredo Ceschiatti  | escultor, desenhista e professor | Brasil         | n. 1918     |     |
| 7 de Dezembro | Hans Hartung        | pintor                           | Alemanha       | n. 1904     |     |
| ??            | Li Keran            | pintor, paisagista e gravurista  | China          | n. 1907     |     |

## Prémios
- Prémio Príncipe das Astúrias das Artes - Oscar Niemeyer[1]
- Prémio Pritzker - Frank Gehry[2]
- Prémio Valmor e Municipal de Arquitectura 1989 - Duarte Nuno Simões, Maria do Rosário Venade, Maria Teresa Madeira da Silva, Nuno da Silva Araújo Simões e Sérgio Almeida Rebelo[3].